# Nueva Carteya
Nueva Carteya är en kommun i Spanien.   Den ligger i provinsen Province of Córdoba och regionen Andalusien, i den södra delen av landet, 300 km söder om huvudstaden Madrid. Antalet invånare är 5 650. Arean är 70 kvadratkilometer. Nueva Carteya gränsar till Baena.
Terrängen i Nueva Carteya är kuperad åt sydväst, men åt nordost är den platt.